# Valerie Barthelemy
Pour les articles homonymes, voir Barthelemy.
Valerie Barthelemy née le 30 avril 1991 à Liège en Belgique est une triathlète  professionnelle, double championne de Belgique de triathlon (2017 et 2018).

## Biographie
Valerie Barthelemy termine 10e aux Jeux olympiques d'été de 2020 à Tokyo.

## Palmarès
Le tableau présente les résultats les plus significatifs (podium) obtenus sur le circuit national et international de triathlon depuis 2017,.
| Année | Compétition                                        | Pays     | Position           | Temps           |
| ----- | -------------------------------------------------- | -------- | ------------------ | --------------- |
| 2021  | Qualification Tokyo 2020 - Lisbonne                | Portugal | Médaille d'or      | 1 h 23 min 58 s |
| 2019  | Coupe du monde - l'étape de Miyazaki               | Japon    | Médaille de bronze | 2 h 0 min 9 s   |
| 2019  | Coupe du monde - l'étape sprint de Cagliari        | Italie   | Médaille de bronze | 58 min 9 s      |
| 2019  | Coupe du monde - l'étape super-sprint de Chengdu   | Chine    | Médaille de bronze | 31 min 35 s     |
| 2018  | Championnats de Belgique de triathlon              | Belgique | Médaille d'or      | 1 h 58 min 17 s |
| 2018  | Championnats d'Europe de triathlon en relais mixte | Écosse   | Médaille de bronze | 1 h 15 min 29 s |
| 2017  | Championnats de Belgique de triathlon              | Belgique | Médaille d'or      | 2 h 8 min 24 s  |
| 2017  | Coupe d'Europe - Étape sprint de Wuustwezel        | Belgique | Médaille d'or      | 1 h 0 min 23 s  |